# Смоки (Олимпийский талисман)
Смоки (1931 или 1932 — апрель 1934) ― собака, ставшая талисманом летней Олимпийской деревни 1932 года, а затем и всего мероприятия. Его часто считают первым олимпийским талисманом.
Смоки появился на раннем этапе строительства Олимпийской деревни, некоторые источники утверждают, что он родился в тот же день, когда начались работы по строительству деревни, 2 января 1932 года. Смоки ― маленькая черная собака неизвестного происхождения, предположительно, помесь шотландского терьера, бульдога, австралийской овчарки и других пород. Он стал чрезвычайно популярен среди всех приезжих олимпийских делегаций, позировал со спортсменами всех стран и получил одеяло, на котором были прикреплены медали и значки многих стран. Во время игр он пережил несколько переломов ног. Смоки ненадолго пропал без вести 14 июля, и было заявлено, что «известные спортсмены со всего мира скорбят о его отсутствии». Однако на следующий день он вернулся.
В апреле 1934 года его сбил насмерть неизвестный водитель, ехавший на большой скорости.